# Amphicyclotulus liratus
Amphicyclotulus liratus е вид коремоного от семейство Neocyclotidae. Видът е световно застрашен, със статут Уязвим.

## Разпространение
Разпространен е в Мартиника.